# 白石宗貞
白石 宗貞（しろいし むねさだ）は、江戸時代初期の仙台藩一門第五席・登米伊達家第2代当主。

## 生涯
慶長2年（1597年）、伊達氏家臣・梁川宗直の長男として生まれる。
慶長4年（1599年）に母方の祖父・白石宗実が死去すると、宗直が白石家を継ぐことになる。元和2年（1616年）7月に白石家は伊達姓の名乗りを許された（登米伊達家）が、寛永6年（1629年）7月、宗直は藩主伊達政宗の勘気を蒙って仙台への出頭を命じられ、査問を前にして死亡した。このため登米家は存続の危機に陥ったが、翌寛永7年（1630年）に政宗は白石家から伊達姓を剥奪し、家格を一門から一家に降格することでこの一件を落着させ、宗貞に父の遺領15000石の相続を許した。この時、1430石を弟・宗元に分知し、梁川家を再興している。
慶長16年（1611年）に、父宗直が北上川に築いた堤防（相模土手）に続いて、若狭土手を築き治水に努めた。
寛永17年（1640年）、藩主伊達忠宗は男子のいなかった宗貞に対し、白石家に再び伊達姓の名乗りを許すかわりに自らの四男・五郎吉を婿養子に迎えて隠居するよう命じる。宗貞には隠居領として登米領から遠田郡米岡（現：登米市米山町西野）3000石を分与され、白石の姓に復した宗貞には改めて一家の家格が与えられた。
寛永21年（1644年）4月11日、仙台城下の屋敷にて死去した。享年48。
米岡の隠居領は、角田石川家から石川宗敬の二男・宗信を婿養子に迎えての存続が許された（同年8月に夭逝した五郎吉に嫁いでいた長女・龍雲院が再嫁）。
登米伊達家の菩提寺である寺池の養雲寺と隠居領の米岡の長源寺に、それぞれ宗貞の墓がある。

## 系譜
- 父：白石宗直
- 母：心月院（白石宗実の長女）
- 正妻：天鏡院（新田義親の娘）
  - 長女：竜雲院（伊達五郎吉の室→白石宗信の室→白石貞弘の室）
  - 養子：伊達五郎吉（伊達忠宗の四男）
- 側室：某（家臣の川村佐内光之丞の娘）
  - 次女：霊光院（伊達宗倫の室）